# Айвазян, Ара Генриевич
Ара́ Генриевич Айвазян (арм. Արա Հենրիի Այվազյան; род. 30 марта 1969, Ереван) — армянский дипломат. Глава МИД Армении (с 18 ноября 2020 по 27 мая 2021 года).

## Биография
Родился 30 марта 1969 года в Ереване. В 1986 поступил на арабское отделение факультета востоковедения Ереванского государственного университета. С 1987 по 1989 год проходил срочную службу в рядах советской армии. После этого продолжил учёбу в университете, который окончил в 1993 году. В 1994 году окончил факультет политологии Университета Айказян в Бейруте.
Свою карьеру дипломата начал в 1994 году, став третьим секретарём атташе второго европейского департамента Министерства иностранных дел Республики Армения. В 1996 году стал вторым секретарём посольства Армении в Аргентине. В 1997 году занимал должность начальника отдела стран Центральной и Южной Америки департамента Америки при МИД Армении. В следующем году работал в качестве главы секретариата Министерства иностранных дел Армении.
С 1996 по 2006 год являлся послом Армении в Аргентине и Чили, а с 2000 по 2006 год — послом в Уругвае. С 2006 по 2011 год — советник аппарата министра иностранных дел Армении. С 2006 по 2011 год был посолом в Дании, с 2006 по 2012 год — посол в Норвегии, с 2006 по 2013 год — посол в Швеции, а с 2006 по 2014 год — посол в Финляндии.
В октябре 2011 года был назначен послом в Литве. С 2012 по 2016 год параллельно являлся послом в Латвии и Эстонии. С 2016 по 2020 год — посол в Мексике, с 2017 по 2020 год — посол на Кубе, в Коста-Рике, Гондурасе и Гватемале, а с 2018 по 2020 год — посол в Панаме. В октябре 2020 года премьер-министр Никол Пашинян перевёл Айвазяна на должность заместителя министра иностранных дел Армении.
18 ноября 2020 года президент Армении Армен Саркисян назначил Айвазяна министром иностранных дел Армении.
27 мая 2021 года на фоне политической нестабильности Ара Айвазян подал заявление об отставке с поста исполняющего обязанности министра иностранных дел Армении.

## Награды и звания
- Орден «Большого креста за заслуги» (2005, Аргентина)[2]
- Золотая медаль Национального собрания Республики Армения (2014)[2]
- Медаль Мхитара Гоша (2016)[2]

## Личная жизнь
Женат, воспитывает сына.